# 9. svibnja
9. svibnja (9. 5.) 129. je dan godine po gregorijanskom kalendaru (130. u prijestupnoj godini).
Do kraja godine ima još 236 dana.

## Događaji
- 1859. Od eksplozije nakon požara u brodskoj barutani potonuo jedrenjak habsburške mornarice vrste brik Triton ispred lokrumske obale, pri čemu je poginulo 95 mornara.
- 1945. Dan pobjede − Njemačka je potpisala bezuvjetnu kapitulaciju sa SSSR-om u Drugom svjetskom ratu.
- 1950. Robert Schuman objavio Deklaraciju. Od 1985. taj dan se slavi kao Dan Europe

| - 1891. – Vladimir Čerina, hrvatski književnik († 1932.) - 1860. – J. M. Barrie, škotski književnik († 1937.) - 1919. – Petar Rajkovačić, hrvatski vojni zapovjednik - 1928. – Rikard Žic, hrvatski slikar († 2000.) - 1934. – Marijan Domić, hrvatski trubač, aranžer i skladatelj († 2011.) - 1954. – Mladen Vasary, hrvatski glumac i kazališni pedagog († 2022.) - 1956. – Duško Gruborović, hrvatski glumac i pjesnik († 2006.) - 1963. – Sanja Doležal, hrvatska pjevačica i tv-voditeljica - 1967. – Nataša Bokal, slovenska alpska skijašica - 1979. – Rosario Dawson, američka glumica i pjevačica | - 1785. – Bazilije Božičković, hrvatski grkokatolički biskup (* 1719.) - 1805. – Friedrich Schiller, njemački književnik (* 1759.) - 1850. – Joseph Louis Gay-Lussac, francuski fizičar i kemičar (* 1778.) - 1879. – Heinrich August Rudolf Grisebach, njemački botaničar (* 1814.) - 1931. – Albert Abraham Michelson, američki fizičar i nobelovac (* 1852.) - 2017. – Robert Miles, talijanski producent, skladatelj, glazbenik i DJ (* 1969.) |

## Blagdani i spomendani
- Dan grada Raba
- Dan antifašizma